# Halicyclops maculatus
Halicyclops maculatus – gatunek widłonoga z rodziny Halicyclopidae. Opisali go w 1993 roku brazylijski zoolog Carlos Eduardo Falavigna da Rocha z Universidade de São Paulo oraz amerykańska zoolog Christine C. Hakenkamp z University of Maryland. Miejsce typowe to Wye Island w stanie Maryland na wschodnim wybrzeżu USA. Okazy typowe (4 samice, w tym holotyp, 1 samiec) zebrała Hakenkamp w okresie od września do października 1990 roku.